# Alfred Ilg
Alfred Ilg, né le 30 mars 1854 à Frauenfeld et mort le 7 janvier 1916 à Zurich, est un ingénieur suisse et conseiller de l'empereur Ménélik II.

## Biographie

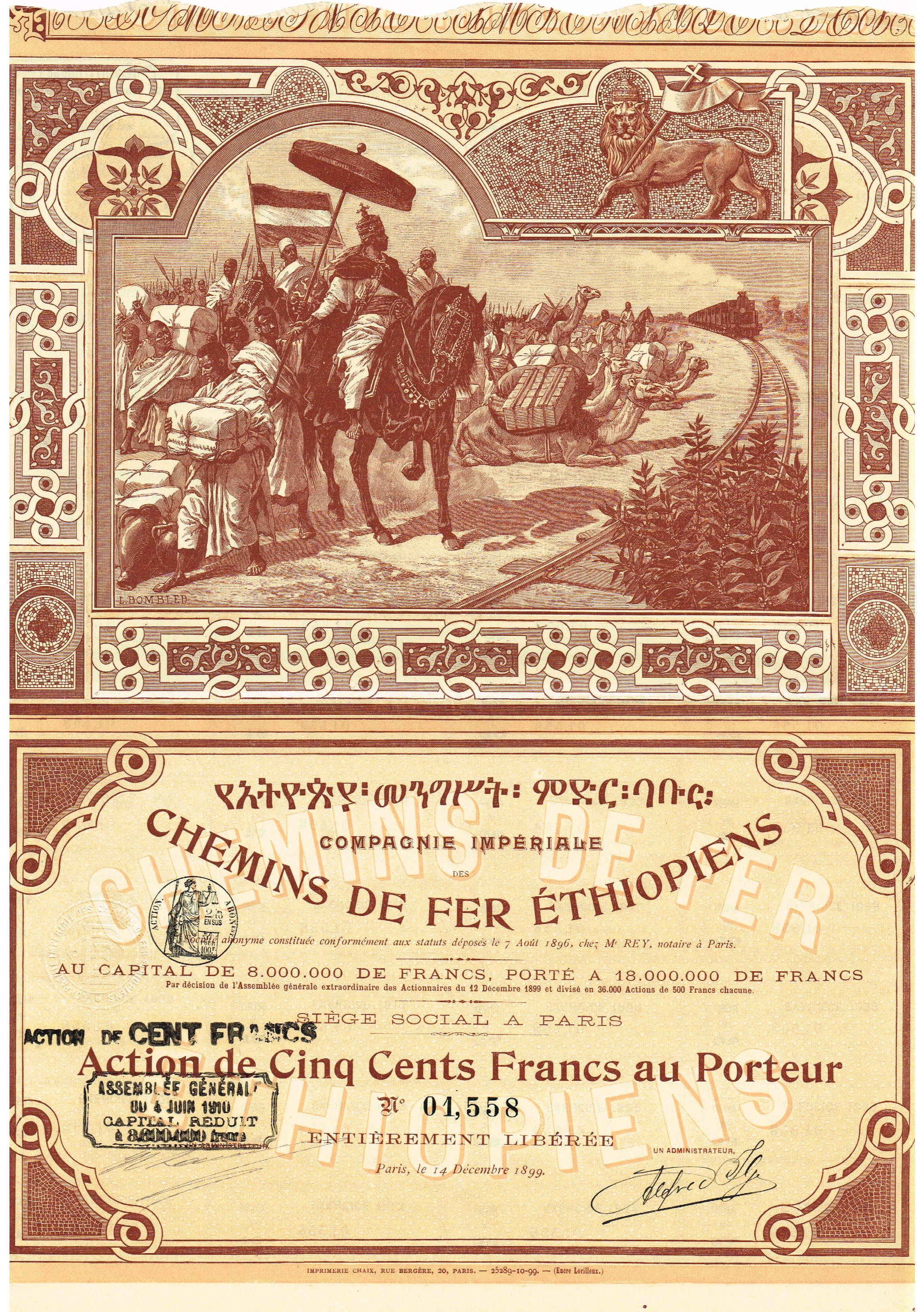
Action de la Compagnie impériale des chemins de fer éthiopiens en date du 14 décembre 1899 dessinée par Louis Bombled, et portant la signature d'Alfred Ilg.

Alfred Ilg naît le 30 mars 1854 à Frauenfeld, dans le canton de Thurgovie. Il est originaire de Fruthwilen, localité de Salenstein, dans le même canton.
Il fait des études de mécanique à l'École polytechnique fédérale de Zurich de 1873 à 1876 et y obtient un diplôme d'ingénieur.
Il est envoyé en 1879 par une société suisse à la cour de Menelik II, negus du Shewa, qui devient empereur d'Éthiopie en 1889.
Alfred Ilg collabore avec Arthur Rimbaud de 1887 à 1891, notamment pour le commerce du café, de gommes, de peaux et de musc. Une longue correspondance s'établit entre eux.
En Éthiopie, Alfred Ilg apprend l'amharique et contribue au développement d'Addis-Abeba, nouvelle capitale du pays. Il améliore la production locale d'armes et de munitions, contribue à la construction de routes et de ponts, et facilitant la victoire des troupes éthiopiennes à Adoua.
Sa proximité avec Ménélik, qui gouverne alors le Choa (aujourd'hui au centre de l’Éthiopie), lui permet de devenir son ministre des Affaires étrangères, puis une sorte de Premier ministre (1896).
Selon le spécialiste de l'Éthiopie (et de l'Abyssinie) Jean-Michel Cornu de Lenclos, Alfred Ilg aurait eu à son service des esclaves, encore tard dans le siècle.
Il est un des concessionnaires du Chemin de fer djibouto-éthiopien en 1894, il participe à la création d'une monnaie nationale, le birr talari, et à l'établissement d'un système postal. Il reçoit l'Étoile d'Éthiopie, alors la plus haute des récompenses. En 1907, après avoir assisté à l'influence croissante des pays européens dans le pays, il démissionne.
Alfred Ilg s'est marié deux fois en Abyssinie, d'abord avec une Choane, puis après son décès, avec une de ses compatriotes, dont il aura un fils, prénommé justement Ménélik.
Il retourne en Suisse et s'installe à Zurich, où il meurt le 7 janvier 1916, à l'âge de 61 ans.

## Filmographie
- Arthur Rimbaud, une biographie, un film de Richard Dindo (France-Suisse, 1991).
- Alfred Ilg - Der weiße Abessinier, un film de Christoph Kühn (Suisse, 2003).